# Кенигсвинтер
Кенигсвинтер (њем. Königswinter) град је у њемачкој савезној држави Северна Рајна-Вестфалија. Једно је од 19 општинских средишта округа Рајн-Зиг. Према процјени из 2010. у граду је живјело 41.057 становника. Посједује регионалну шифру (AGS) 5382024, NUTS (DEA2C) и LOCODE (DE KOW) код.

## Географски и демографски подаци
Кенигсвинтер се налази у савезној држави Северна Рајна-Вестфалија у округу Рајн-Зиг. Град се налази на надморској висини од 100–460 метара. Површина општине износи 76,2 km². У самом граду је, према процјени из 2010. године, живјело 41.057 становника. Просјечна густина становништва износи 539 становника/km².

## Међународна сарадња
| Мјесто              | Држава               | Врста сарадње | Од    |
| ------------------- | -------------------- | ------------- | ----- |
| Норт Ист Линколншир | Уједињено Краљевство | партнерство   | 1974. |
| Коњак               | Француска            | партнерство   | 1989. |
| Извор               |                      |               |       |